# Ageneotettix
Ageneotettix is een geslacht van rechtvleugeligen uit de familie veldsprinkhanen (Acrididae). De wetenschappelijke naam van dit geslacht is voor het eerst geldig gepubliceerd in 1897 door McNeill.

## Soorten
Het geslacht Ageneotettix omvat de volgende soorten:
- Ageneotettix brevipennis Bruner, 1904
- Ageneotettix deorum Scudder, 1876
- Ageneotettix salutator Rehn, 1927